# 雲林縣立土庫國民中學
雲林縣立土庫國民中學，簡稱土庫國中，是一所位在中華民國臺灣省雲林縣土庫鎮的縣立國民中學，為土庫鎮兩所公立國中之一，設有體育班和國樂藝才班。
土庫國中成立於1968年，以外省籍的王梁甫為首任校長，其後由劉和璧、林久華、謝霏霏、鍾進森、楊善淵、陳健隆等人先後出掌，為雲林縣最早導入電子白板教學的學校。該校著名校友有當地政治派系雲林張派領導人張榮味等。2010年代以來，校方與南韓、日本等國進行交流，並與南韓慶尚北道清道郡清道中學校締結為姐妹學校。
該校校園附近為農田、住宅區環繞，地勢較為低窪。校內建築自強樓南棟列入雲林縣文化資產歷史建築，勤學樓則為綠建築。校歌中闡述教學目標、勉勵同學，舊版歌詞亦強調三民主義，新版則將之刪除。

## 校史

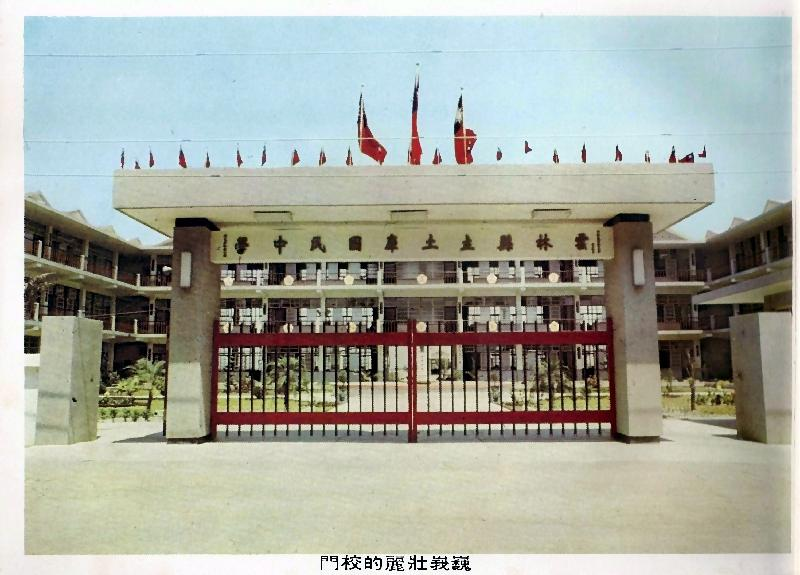
甫創校時的校門。刊載於1974年（第四屆）的畢業紀念冊上。

1968年（民國57年），中華民國政府開始實施九年國教，一鄉鎮原則上設置一間國民中學，雲林縣土庫鎮當時沒有國民中學，遂由時任褒忠國中校長劉岱宗兼任籌備主任準備創校。同年8月1日土庫國中正式創立，臺灣省政府派王梁甫擔任首任校長，1976年學校新建「中正圖書館」，兩年後新建游泳池。王梁甫於1980年調職，改由劉和璧出任第二任校長。

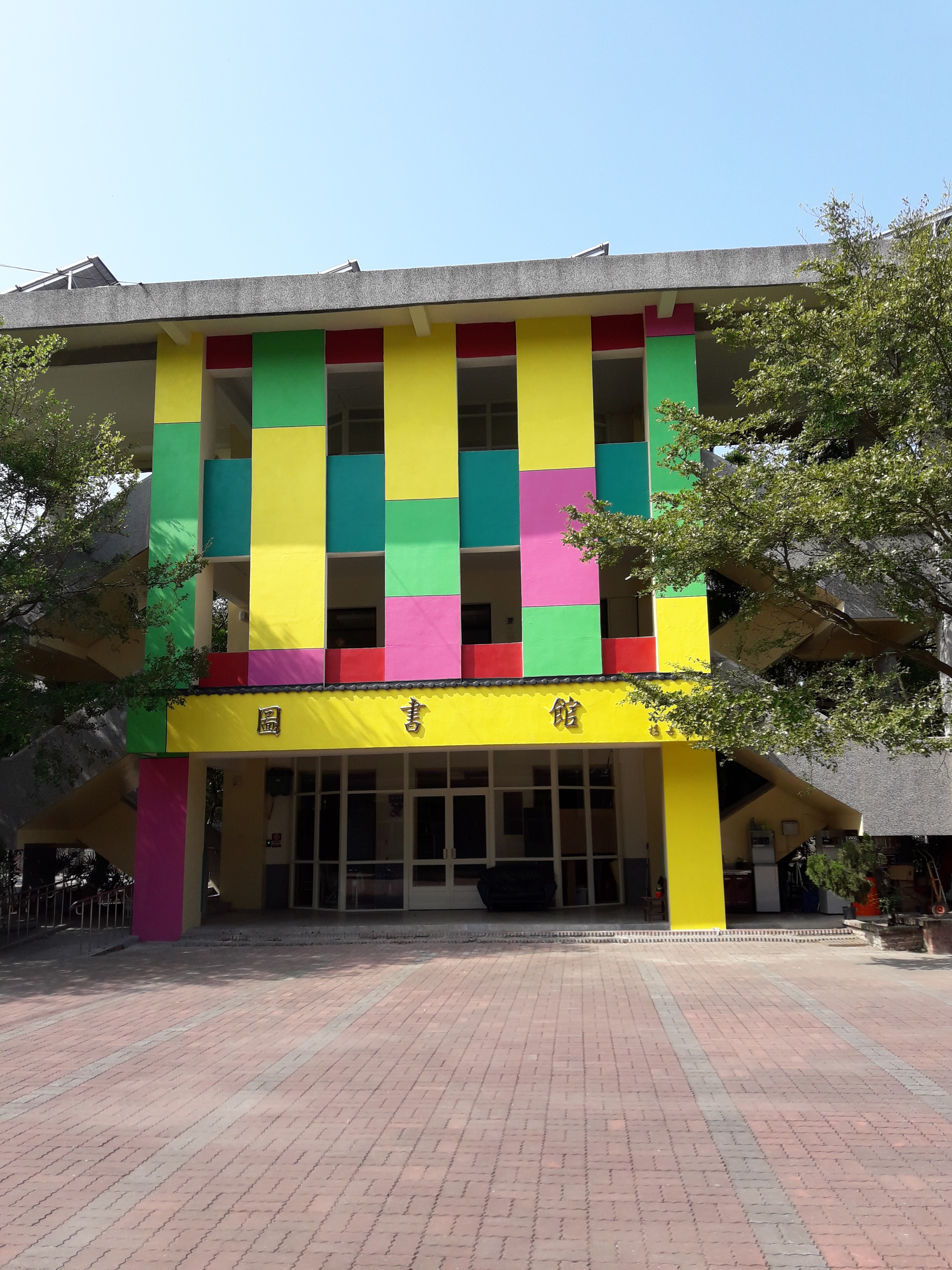
圖書館。攝於2016年10月。

1993年，林久華接任校長，次年拆除游泳池。1995年，原崇德國中學區虎尾鎮延平里、東屯里、西屯里列入土庫國中與該校之共同學區。同年土庫國中三年級陳姓男學生性侵一名8歲女童，引起社會關注。1997年，土庫國中一名學生意外墜樓，脾臟破裂。1998年，謝霏霏接任第四任校長，同年活動中心完工。1999年6月的畢業典禮上，時任家長會會長表示因校方不重視家長會，該會將停止運作，謝霏霏則認為兩方溝通並無問題。同年9月發生921大地震，全校師生捐款新臺幣14萬餘元賑災。2001年在活動中心內設立室內籃球場。2003年5月，該校開辦營養午餐，卻因素食收費過高引起爭議。謝霏霏任內也曾因推動能力分組教學，被家長以違反常態編班為由投訴土庫國中，但縣教育局認為並無違反規定，只是需要改善方式。
2006年，鍾進森接任第五任校長，並於2012年8月7日調任二崙國中校長，由楊善淵接任第六任校長。2016年，經教育部體育署補助，建造風雨球場一座。2018年5月，楊善淵涉入刑事案件被羈押而停職，先後由教務主任、縣教育處駐區督學代理校長。8月由原虎尾國中校長陳健隆接任該校第七任校長。

### 歷任校長
已故的王梁甫為土庫國中第1任校長、創校校長，自幼在私塾就學，中国抗日战争期間放棄在河南省開封師範的學業而從軍，第二次國共內戰後隨中華民國政府來臺，在國立臺灣師範大學畢業。創校之初，王梁甫在興學過程中獲得地方支持，使土庫國中成為當時雲林縣第一大國中。劉和璧是土庫國中第2任校長，於1980年接掌該校。1991年，劉和璧與在斗南國中的妻子張鳳儀同獲資深優良教師，並蒙總統李登輝召見。1992年，縣議員林慧如在質詢時認為劉和璧太常出差，希望其多用心發展校務。1993年8月1日，劉和璧屆齡退休。
林久華原為二崙國中校長，1993年調任土庫國中第3任校長。1998年將調職時，家長會前後四任會長還一起向時任縣長蘇文雄陳情留人，但未成功。原任斗六國中校長的第4任校長謝霏霏評價兩極，1998年8月8日傳出將與林久華互調時還引發家長關切，地方一度傳聞交接時將抗議，27日交接時仍受到普遍歡迎。2000年出版新書《漫漫情路》，土庫國中校友、前雲林縣縣長張榮味也為該書題序。鍾進森是土庫國中第5任校長，畢業於東吳大學英文系，原為馬光國中校長。2012年8月，鍾調任二崙國中校長，由第6任校長楊善淵接掌此校。
楊善淵原為水林國中教師，畢業於臺師大公民訓育學系（今公民教育與活動領導學系），考上校長首任即分發至土庫國中，時年33歲，是當時縣內最年輕的國民中學校長。2018年5月10日，地檢署檢察官因認為楊善淵與時任總務主任賴經傑在該校採購案招標時圖利一間旅行社，涉嫌贪污、違反《政府採購法》及犯《中華民國刑法》「洩漏國防以外秘密罪」，將兩人聲押，法院裁准羈押禁見，校長職務先由教務主任魏義鴻代理，再由雲林縣政府教育處駐區督學林金速代理。地方法院後來裁定楊、賴交保並限制住居後請回。107學年度調任雲林縣特殊教育中心。
2018年8月由曾任該校輔導組長、訓導主任的前虎尾國中校長陳健隆接任該校第七任校長。

## 校園

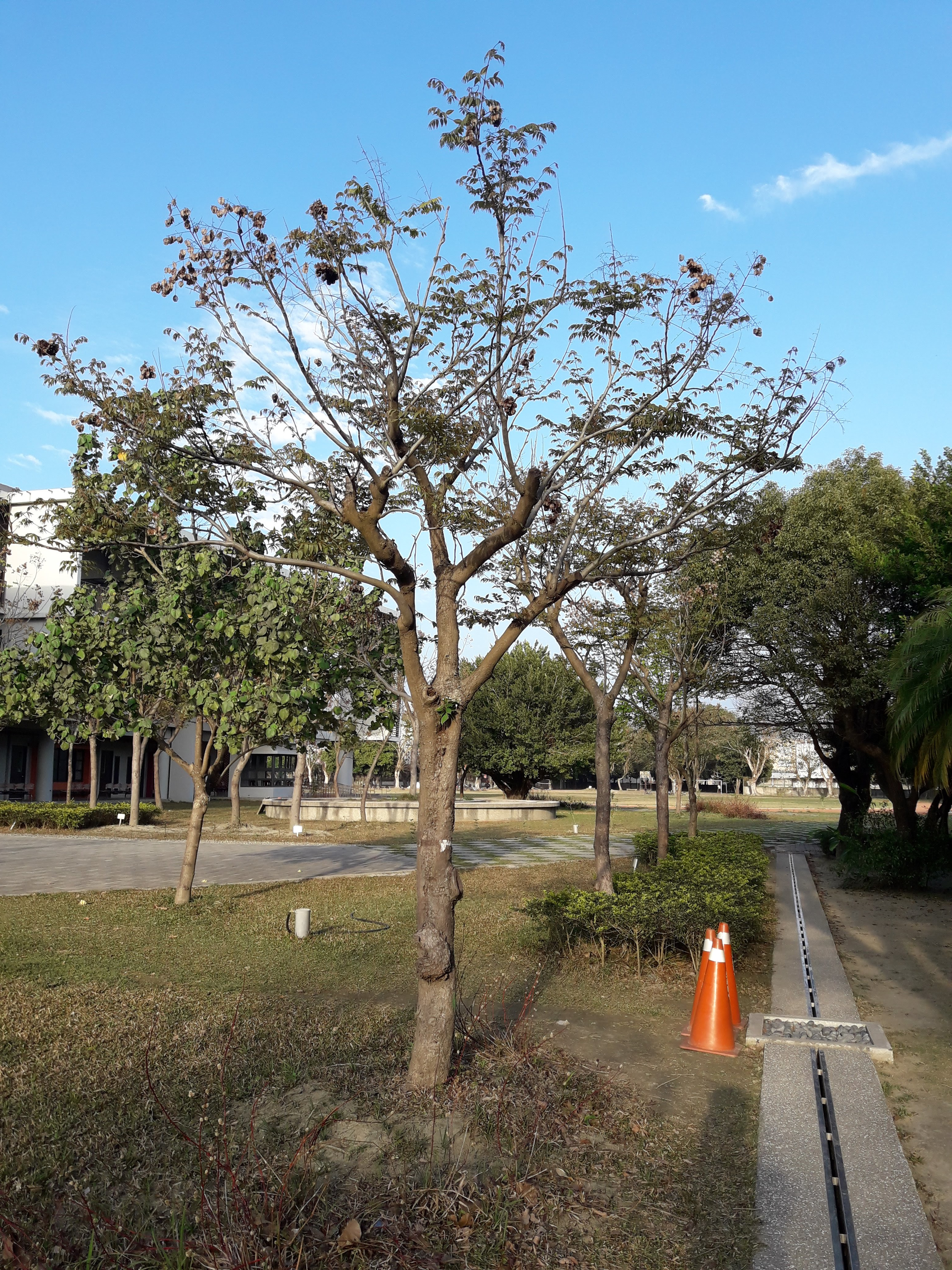
初春時校園內的臺灣欒樹。

土庫國中校區位在土庫鎮石廟里復興聚落，面積約5公頃。創校之前該聚落原名「番仔堀」並有同名池塘存在，相傳清治時期時有平埔族居住，後來池塘被填平，聚落也於學校創建後改名為「復興」，並納入都市用地。
校區創建之初是一片荒土，而今坐落在農田之中，有些許民宅環繞。
該校校區低窪，1994年時曾經因提姆颱風而淹水，次年又受輕度颱風荻安娜影響，校園情況「宛如威尼斯」。謝霏霏校長任內曾因開放校園，民眾晚上進入“打鸟”導致教室玻璃“被流弹击中”。2002年，校外農田遭校內樹木樹蔭遮擋光線，農民投書《聯合報》，校方表示都有定期修剪。2010年，《聯合報》讀者投書表示土庫國中廁所過少，時任校長鍾進森則否認此問題。

### 校舍

土庫國中校園平面圖

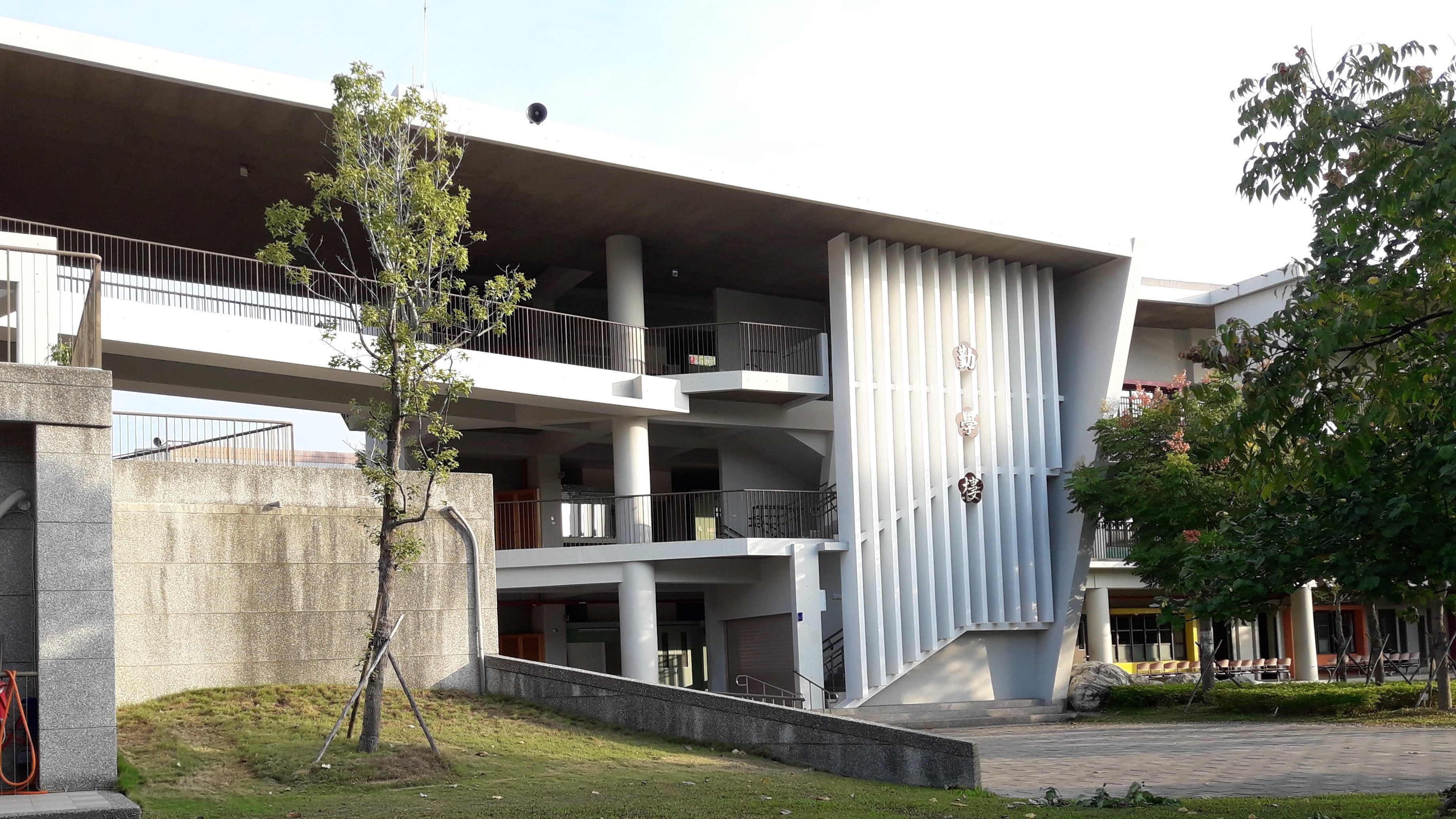
勤學樓

土庫國中校內主要建築有自強樓南棟、勤學樓、樂群堂、圖書館等教學建築，以及操場、四個籃球場、兩個排球場和一個風雨球場。自強樓南棟因是「九年國教制度下標準型校舍優良案例」，在2013年9月納入雲林縣文化資產“其他（校舍）”类，属歷史建築，作為七年級教室以及專科教室使用。勤學樓是新教室大樓，由教育部補助新臺幣約9500萬元興建，是一座綠色建築，並獲第21屆「建築園治獎」校園景觀獎。樂群堂是活動中心，興建於1990年。圖書館原稱中正圖書館，建築興建於1978年，並於2015年補強，補強後改為現名。風雨球場面積600平方公尺，於2016年12月12日動土，次年4月落成。
此外，土庫國中原有與自強樓南棟相似的中棟（民國57年建）、北棟（民國57年至62年間建）已經拆除；位在今風雨球場及其西側空地的莊敬樓（民國63年至68年間建）亦在勤學樓完工後拆除。

## 校歌
土庫國中的校歌由已逝世之首任校長王梁甫作詞、校外人士劉澤洋作曲，創作於民國58年（1969年），截至93學年度為止，會於始業式、結業式、新生訓練及朝會時演唱，是一首四四拍（強起）、F大調、有22小節的二段式樂曲，曲中有兩個變化音：升Fa和升Sol，在全縣國中校歌中較為少見。歌詞方面，全曲採用沒有押韻的國語白話文作成，共69字。歌詞中闡述教學目標、勉勵同學，初始歌詞末句“开创三民主义新世纪，建设大中华”也含有政治色彩。

## 對外交流

### 姐妹學校
土庫國中與大韓民國慶尚北道清道郡清道中學校為姊妹校。2016年10月，清道中學首次訪問土庫國中，其後每年訪問該校一次，以共同授課等活動互相交流。土庫國中也曾在2017年7月訪問該校一次，同時兩校簽署瞭解備忘錄。

### 文教交流
2017年9月22日，土庫國中六名教師訪問日本茨城縣潮來市，參觀潮來市立潮來第一中學校、潮來市立牛堀小學校、潮來市立圖書館。日方表示有意將潮來市與臺灣學生交流列為國際交流項目。次年5月25日，土庫國中師生團再訪潮來市，並於26日參加潮來市立潮來第二中學校的運動會。

## 教學與學校生活

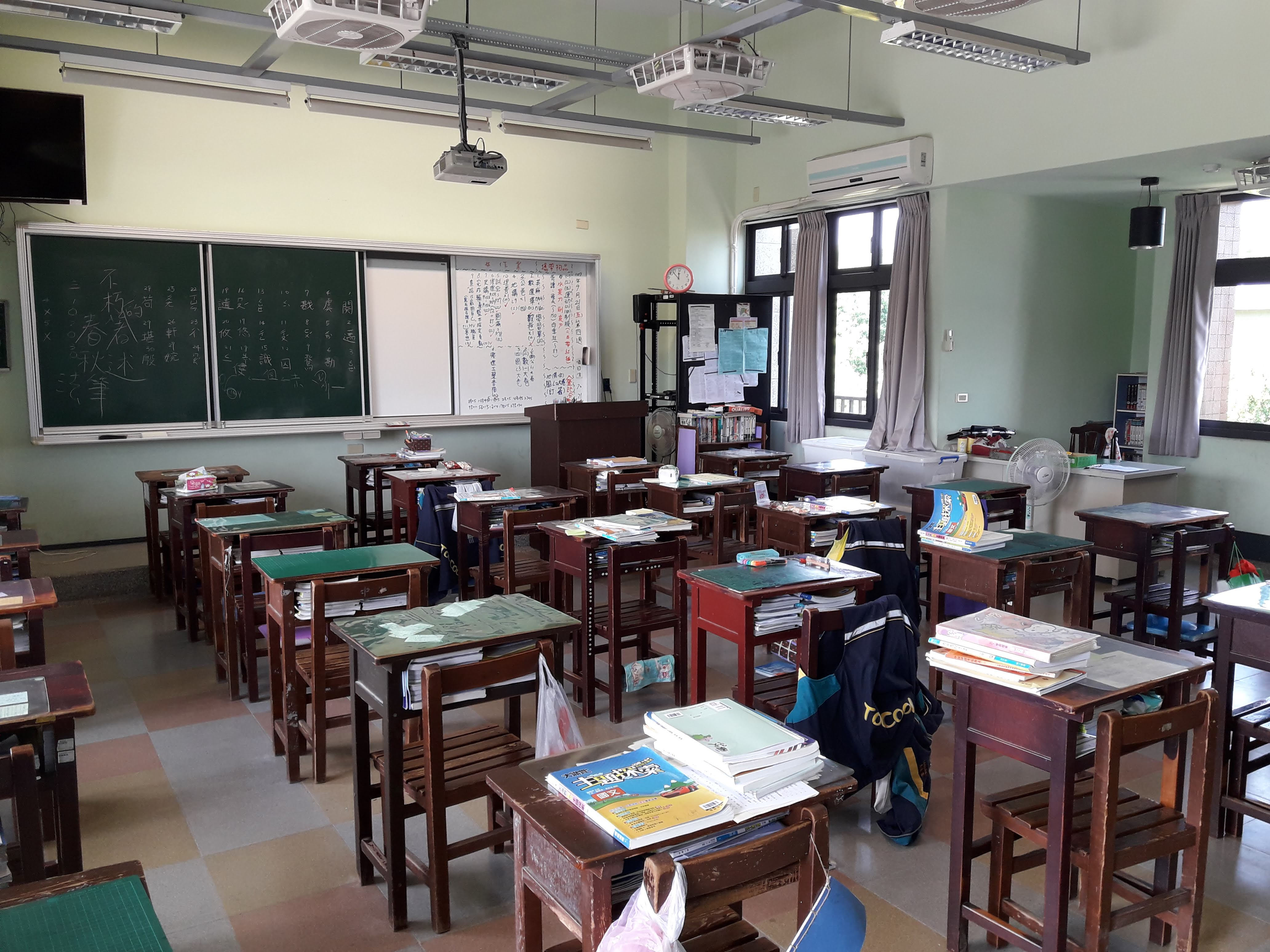
土庫國中教室內部。

土庫國中是雲林縣最先導入電子白板教學的學校。除了普通班之外，也設主修國樂的藝術才能班，以及主修籃球、排球、田徑的體育班。其女子籃球隊於校長謝霏霏任內成軍，曾獲中學籃球聯賽第一名。
土库国中的髮禁曾十分著名，規定女生要“短髮齊耳”、男生要“小平头”，第4任校長謝霏霏並曾親自為不合格的女學生理髮，因不在輔導管教規範之列，遭雲林縣政府教育局糾正。

## 外部連結
- 官方网站（繁體中文）（英文）
- 土庫國中國樂藝術才能班的Facebook專頁
- 雲林縣立土庫國民中學雙語學校的Facebook專頁